# Aksel Larsen
Aksel Larsen, född 5 augusti 1897 i Odense, död 10 januari 1972 i Frederiksberg, var en dansk politiker för Socialdemokratiet (1918–20), Danmarks Kommunistiske Parti (1920–59) och Socialistisk Folkeparti (1959–72). 

## Biografi
Larsen var medlem i Socialdemokratiet till en början men anslöt sig 1920 till Danmarks Kommunistiske Parti (DKP). Han var kommunisternas partiordförande från 1932 tills 1958, då han uteslöts efter att öppet ha framträtt som anhängare av titoismen. Larsen var också Folketingsledamot 1932–41. 
År 1941 gick Larsen under jorden, då den danska polisen i samarbete med ockupationsmakten Nazityskland började arrestera kommunister. I november året därefter blev han dock arresterad och utlämnad till Tyskland. Han tillbringade resten av kriget i koncentrationslägret Sachsenhausen. Efter befrielsen 1945 inträdde han som minister utan portfölj i den danska interimsregeringen. 
Han värvades av USA:s underrättelsetjänst CIA 1958 och bildade året därpå Socialistisk Folkeparti (SF), som från sin tillkomst blev det ledande partiet till vänster om socialdemokratin.  Partiet bildades efter att Larsen drivit fram en splittring inom DKP 1958 och partiet tog sig in i Folketinget i valet 1960, samtidigt som DKP förlorade alla sina mandat.
Larsen dog 1972 och är begravd i sin hemstad Odense. Hans byst är uppställd i en korridor i Folketinget. Larsen var en mycket färgstark politiker som hade stor personlig popularitet långt utanför det egna partiet. 